# Leichtathletik-Weltmeisterschaften 2011/Teilnehmer (Palästinensische Autonomiegebiete)
| Goldmedaillen | Silbermedaillen | Bronzemedaillen |
| ------------- | --------------- | --------------- |
| —             | —               | —               |

Der Leichtathletik-Verband der Palästinensischen Autonomiegebiete stellte bei den Leichtathletik-Weltmeisterschaften 2011 im südkoreanischen Daegu einen Teilnehmer.

## Ergebnisse

### Männer

#### Laufdisziplinen
| Athlet         | Disziplin | Vorlauf | Vorlauf | Halbfinale         | Halbfinale         | Finale             | Finale             |
| Athlet         | Disziplin | Zeit    | Platz   | Zeit               | Platz              | Zeit               | Platz              |
| -------------- | --------- | ------- | ------- | ------------------ | ------------------ | ------------------ | ------------------ |
| Bahaa al-Farra | 400 m     | 49,04 s | 33      | nicht qualifiziert | nicht qualifiziert | nicht qualifiziert | nicht qualifiziert |